# Edwyn Collins
Edwyn Collins (Edinburgh, 23 augustus 1959) is een Schotse zanger. Hij is de voormalige frontman van Orange Juice en werd vooral bekend van de hit A Girl Like You uit 1994.

## Biografie

### Orange Juice
Edwyn Collins groeide op in Dundee en verhuisde op 14-jarige leeftijd na het scheiden van zijn ouders naar Glasgow. Twee jaar later verkocht hij zijn postzegelverzameling om een goedkope gitaar te kunnen kopen. Hij leerde zichzelf het instrument te bespelen en richtte niet lang daarna met een schoolgenoot en twee andere jonge muzikanten de punkband Nu-Sonics op. Vanaf 1979 ging de groep onder de naam Orange Juice verder. Onder die naam bracht de groep vier albums uit en had hij negen hits in de UK Singles Chart, waarvan Rip it up uit 1983 de enige grote was. 

### Eerste solo-albums
In 1985 ging Orange Juice uit elkaar en startte Collins een solocarrière. In 1984 had hij samen met Paul Quinn al een klein solohitje gehad met de Velvet Underground-cover Pale blue eyes, maar het lukte hem aanvankelijk niet een platencontract te krijgen; mogelijk omdat hij een reputatie had als koppig en perfectionistisch.
Na enkele succesvolle concerten in Londen, kreeg Collins in 1986 een platencontract bij Elevation Records. Hij bracht twee weinig succesvolle singles uit en verloor daarna zijn contract weer. Eind jaren 80 kreeg Collins de kans om een album op te nemen in een kleine studio in West-Duitsland, die werd gerund door enthousiaste Orange Juice-fans. Daar naam hij het album Hope and dispair op, dat in 1989 werd heruitgebracht op het Britse label Demon. Na een tweede album Hellbent on compromise verloor hij ook daar zijn contract.

### Doorbraak
In 1994 bouwde Edwyn Collins zijn eigen studio en nam daar zijn derde album Gorgeous George op, dat werd uitgebracht door het kleine platenlabel Setanta. De ep Expressly, met daarop het retro-achtige nummer A Girl Like You. De ep haalde in Collins' thuisland het Verenigd Koninkrijk de UK Singles Chart, maar kwam niet verder dan de 42e positie. 
Een Belgische dj, die in Engeland op vakantie was, pikte de single echter op en draaide het veelvuldig op de Belgische radio. Daardoor bereikte de single begin 1995 de nummer 1-positie in  zowel de Vlaamse Ultratop 50  als de Vlaamse Radio 2 Top 30. Ook in andere Europese landen sloeg de single aan, waardoor het in veel landen in de top 10 kwam. 
In Nederland werd de single in de winter van 1994-1995 veel gedraaid op Radio 538 en Radio 3FM en werd een radiohit. De single bereikte 16e positie in de Nederlandse Top 40 op Radio 538 en de 18e positie in de destijds nieuwe publieke hitlijst op Radio 3FM, de Mega Top 50.    
De single zelf is gebaseerd op de drumtrack van 1-2-3 van Len Barry uit 1965. A Girl Like You heeft zelf ook de sfeer uit die tijd. Daarnaast ging het gepaard met een avant-gardistische videoclip. De vibrafoon in het nummer wordt bespeeld door Sex Pistols-drummer Paul Cook.
Na het Europese succes werd het nummer ook als single in het Verenigd Koninkrijk uitgebracht. Nu had de single meer succes en bereikte de 8e positie in de UK Singles Chart. Nadat het nummer gebruikt was in de Amerikaanse film Empire Records, kwam A Girl Like You ook in de Amerikaanse Billboard Hot 100, waar de single de 32e positie bereikte.
In 2003 werd het nummer ook gebruikt in de film Charlie's Angels: Full Throttle. Het lukte Collins niet om met een geschikte opvolger voor zijn wereldhit te komen. Begin 1996 verscheen de single Keep on burning. Dat nummer stond niet op Gorgeous George, maar werd op latere persingen van dat album als extra nummer toegevoegd en stond ook op zijn nieuwe album I'm not following you uit 1997. Keep on burning bleef echter in de onderste helft van de UK Singles Chart hangen. Een jaar later wist ook The magic piper (of love), geschreven voor de film Austin Powers: International Man of Mystery, niet echt door te breken. Zijn laatste hit had hij eind 1997 met Adidas world.

### Hersenbloedingen
Na het album Doctor Syntax uit 2002 en een verzamelalbum uit 2003 kreeg hij op 20 februari 2005 een hersenbloeding. Vijf dagen later, na nog een tweede hersenbloeding gehad te hebben, onderging hij een riskante operatie. Na zijn hersenbloedingen kon Collins een lange periode nauwelijks spreken of lopen, omdat de rechterhelft van zijn lichaam gedeeltelijk verlamd was. Hij herstelde echter van zijn klachten en in 2007 verscheen zijn recentste album Home again. Dat album was al opgenomen voor zijn hersenbloeding, maar werd pas nadien gemixt. Over zijn herstelperiode maakte de BBC Scotland een documentaire, getiteld Edwyn Collins: Home again.

### Recent
Tegenwoordig woont Edwyn Collins in Londen met zijn vrouw en manager Grace Maxwell en hun zoon Will, die de MySpacepagina van zijn vader bijhoudt. Collins treedt weer live op en in mei 2009 werd hij onderscheiden met een Ivor Novello Award voor zijn prestaties als songwriter. Hij heeft zijn eigen studio waar hij zijn muziek opneemt, maar ook actief is als producer voor anderen.
In 2014 verscheen Edwyn Collins - The Possibilities are endless, een film van Edward Lovelace en James Hall. De film blikt terug op het herstel dat Collins doormaakte na zijn hersenbloedingen. Hij kon kort daarna maar een paar dingen zeggen, waaronder "the possibilities are endless" (de mogelijkheden zijn eindeloos). In de film treden Edwyn Collins, zijn vrouw Grace en hun zoon William op.

## Discografie

### Albums
| Album met eventuele hitnotering(en) in de Nederlandse Album Top 100 | Datum van verschijnen | Datum van binnenkomst | Hoogste positie | Aantal weken | Opmerkingen |
| ------------------------------------------------------------------- | --------------------- | --------------------- | --------------- | ------------ | ----------- |
| Gorgeous George                                                     |                       | 4-2-1995              | 46              | 7            |             |

### Singles
| Single met eventuele hitnotering(en) in de Nederlandse Top 40 | Datum van verschijnen | Datum van binnenkomst | Hoogste positie | Aantal weken | Opmerkingen           |
| ------------------------------------------------------------- | --------------------- | --------------------- | --------------- | ------------ | --------------------- |
| A Girl Like You                                               |                       | 24-12-1994            | 16              | 6            | #18 in de Mega Top 50 |

| Single met hitnotering(en) in de Vlaamse Ultratop 50 | Datum van verschijnen | Datum van binnenkomst | Hoogste positie | Aantal weken | Opmerkingen                                |
| ---------------------------------------------------- | --------------------- | --------------------- | --------------- | ------------ | ------------------------------------------ |
| A Girl Like You                                      |                       | 31-12-1994            | 1               | 16           | in de Radio 2 Top 30                       |
| A Girl Like You                                      |                       | 1-4-1995              | 8               | 4            | in de eerste vier weken van de Ultratop 50 |

- Bibliothèque nationale de France: cb139794701 (data)
- Gemeinsame Normdatei: 134349385
- International Standard Name Identifier: 0000 0001 1471 4758
- Library of Congress Control Number: no98112430
- MusicBrainz: 14c0c282-e0c1-46fe-acd1-9a015ba721c5
- Nationale Bibliotheek van Tsjechië: xx0108225
- Nationale Bibliotheek van Israël: 987007407600305171
- Système universitaire de documentation: 079489850
- Virtual International Authority File: 44493340
- WorldCat: E39PBJbM3pGKGtmV7tvdtC8jYP